# Municipio de Bidville
El municipio de Bidville (en inglés: Bidville Township) es un municipio ubicado en el condado de Crawford en el estado estadounidense de Arkansas. En el año 2010 tenía una población de 60 habitantes y una densidad poblacional de 0,8 personas por km².

## Geografía
El municipio de Bidville se encuentra ubicado en las coordenadas 35°43′33″N 93°59′3″O / 35.72583, -93.98417. Según la Oficina del Censo de los Estados Unidos, el municipio tiene una superficie total de 75.17 km², de la cual 75,17 km² corresponden a tierra firme y (0 %) 0 km² es agua.

## Demografía
Según el censo de 2010, había 60 personas residiendo en el municipio de Bidville. La densidad de población era de 0,8 hab./km². De los 60 habitantes, el municipio de Bidville estaba compuesto por el 100 % blancos. Del total de la población el 0 % eran hispanos o latinos de cualquier raza.